# Cassine peragua
Cassine peragua är en benvedsväxtart. Cassine peragua ingår i släktet Cassine och familjen Celastraceae.

## Underarter
Arten delas in i följande underarter:
- C. p. affinis
- C. p. barbara
- C. p. peragua

## Bildgalleri

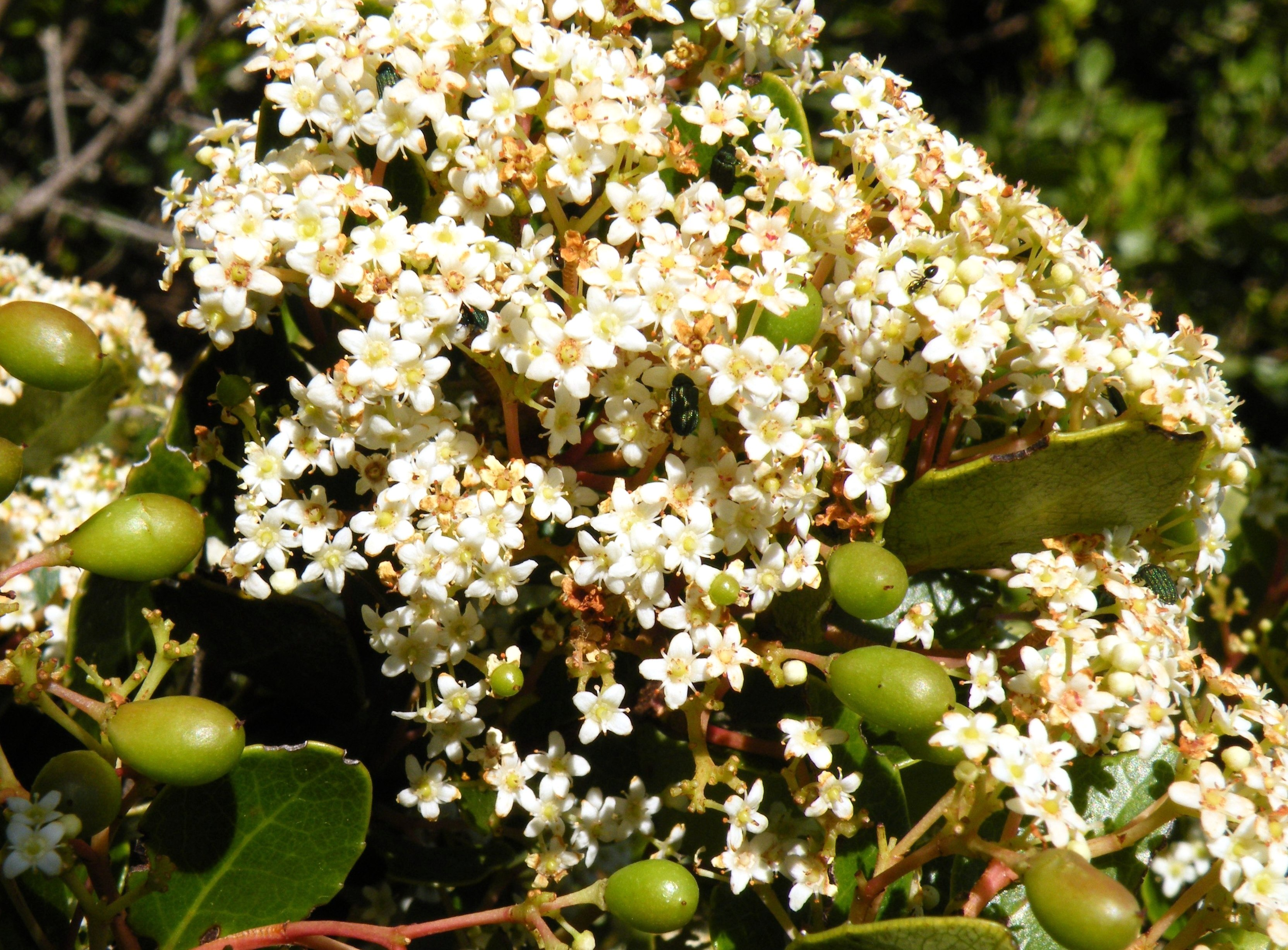
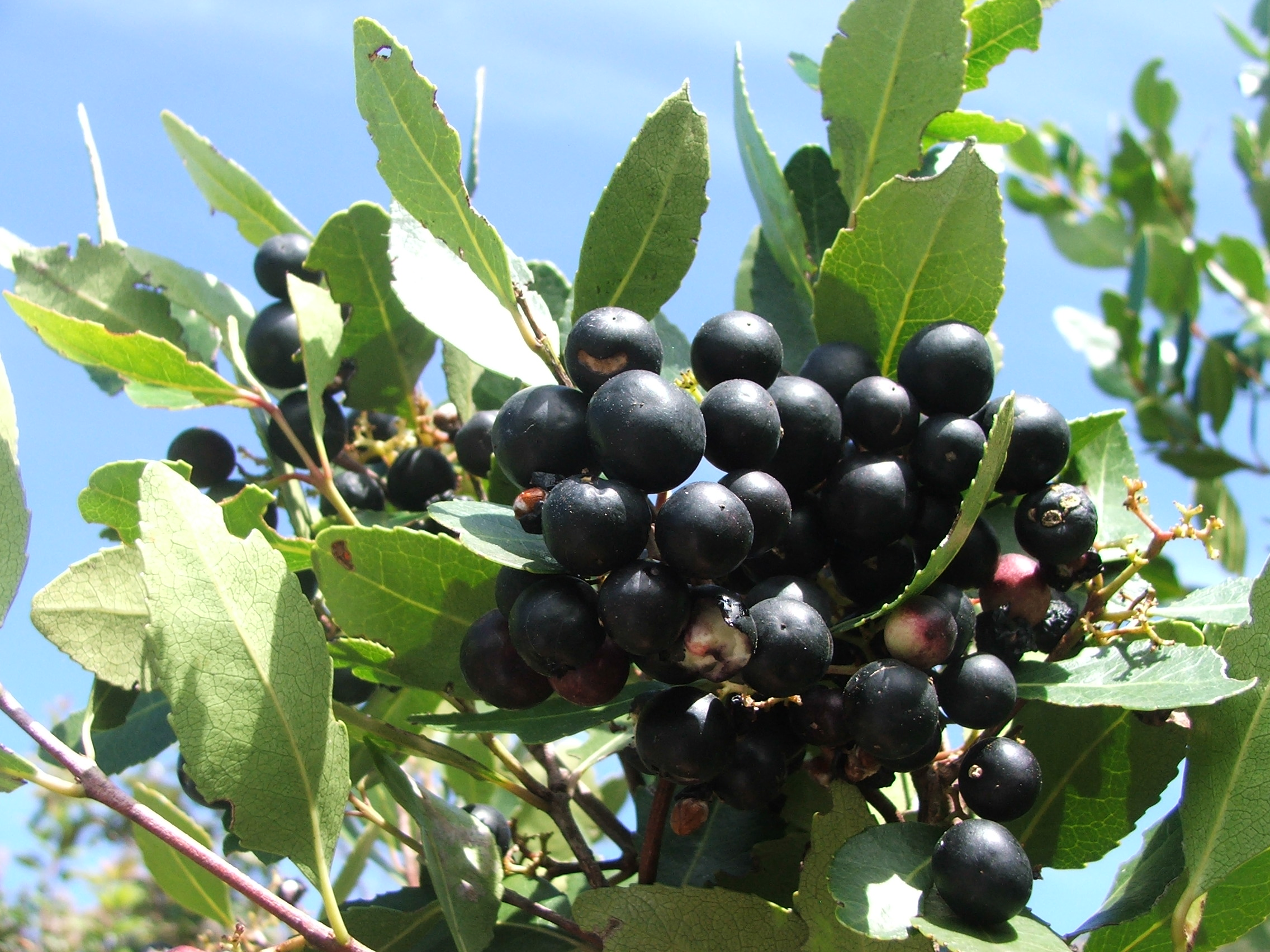
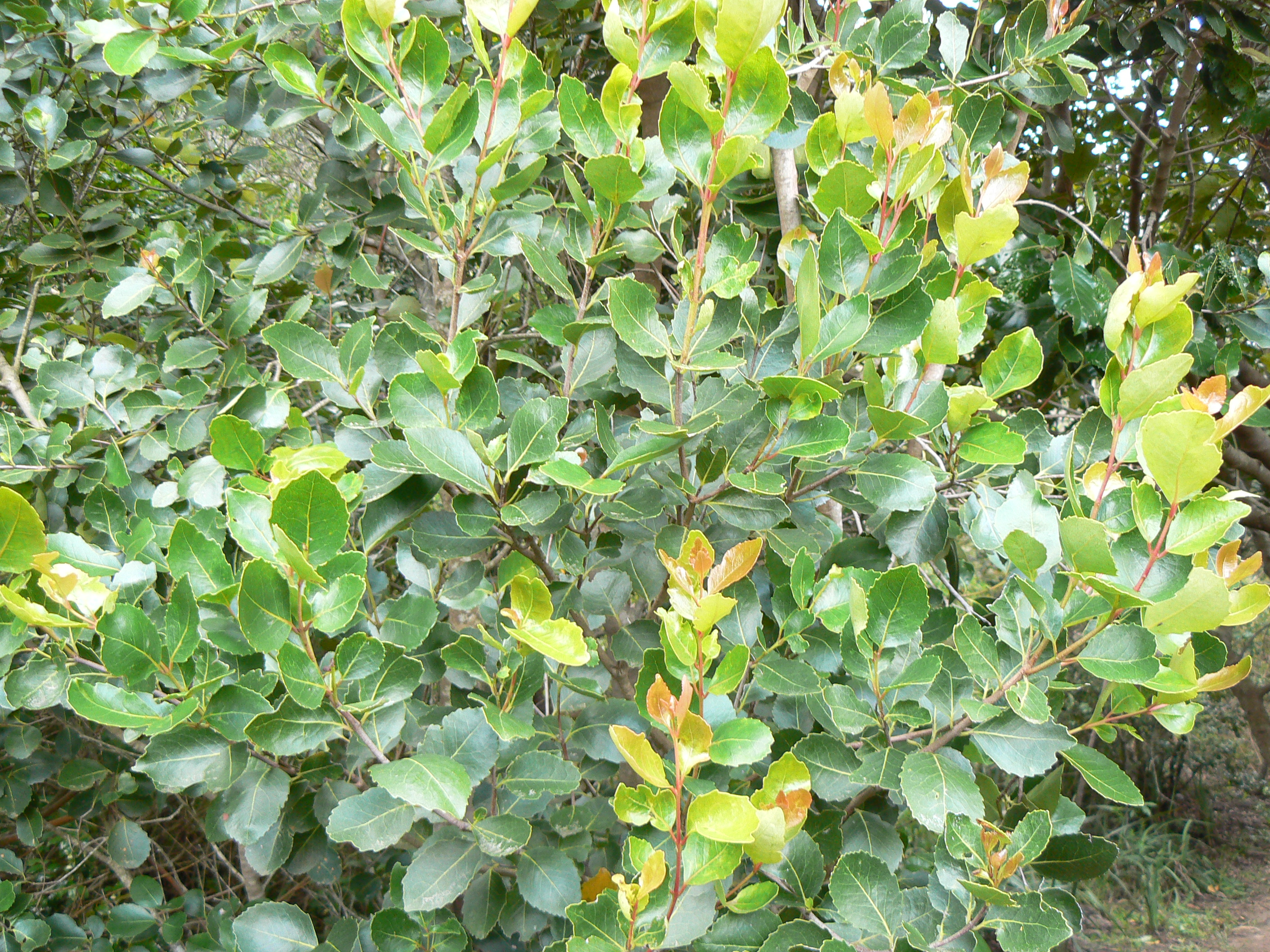
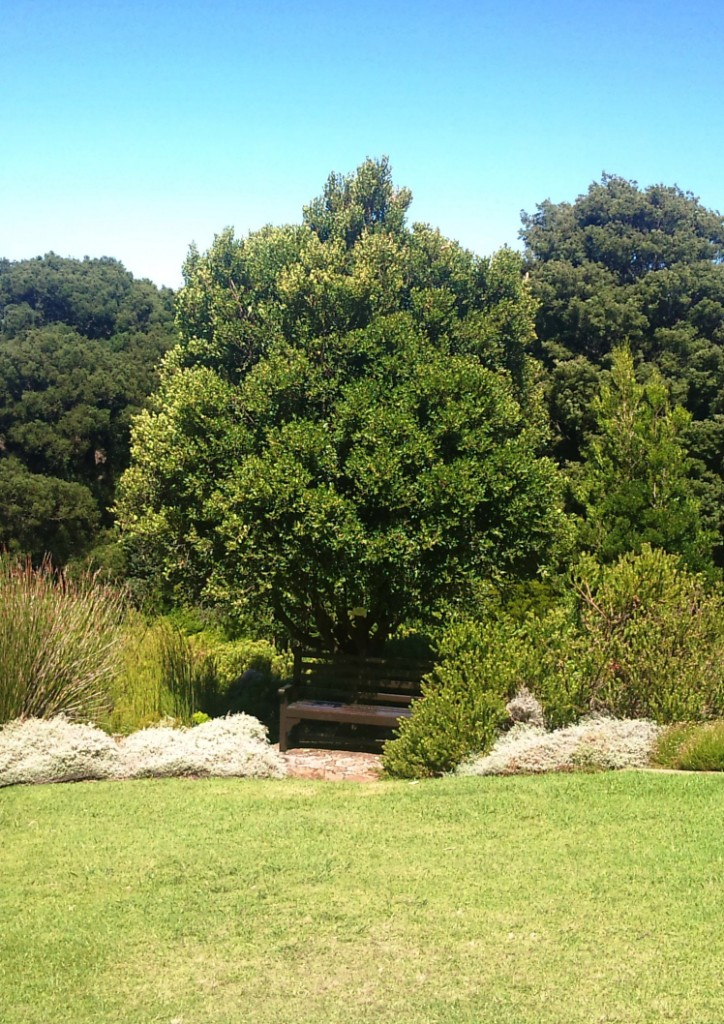
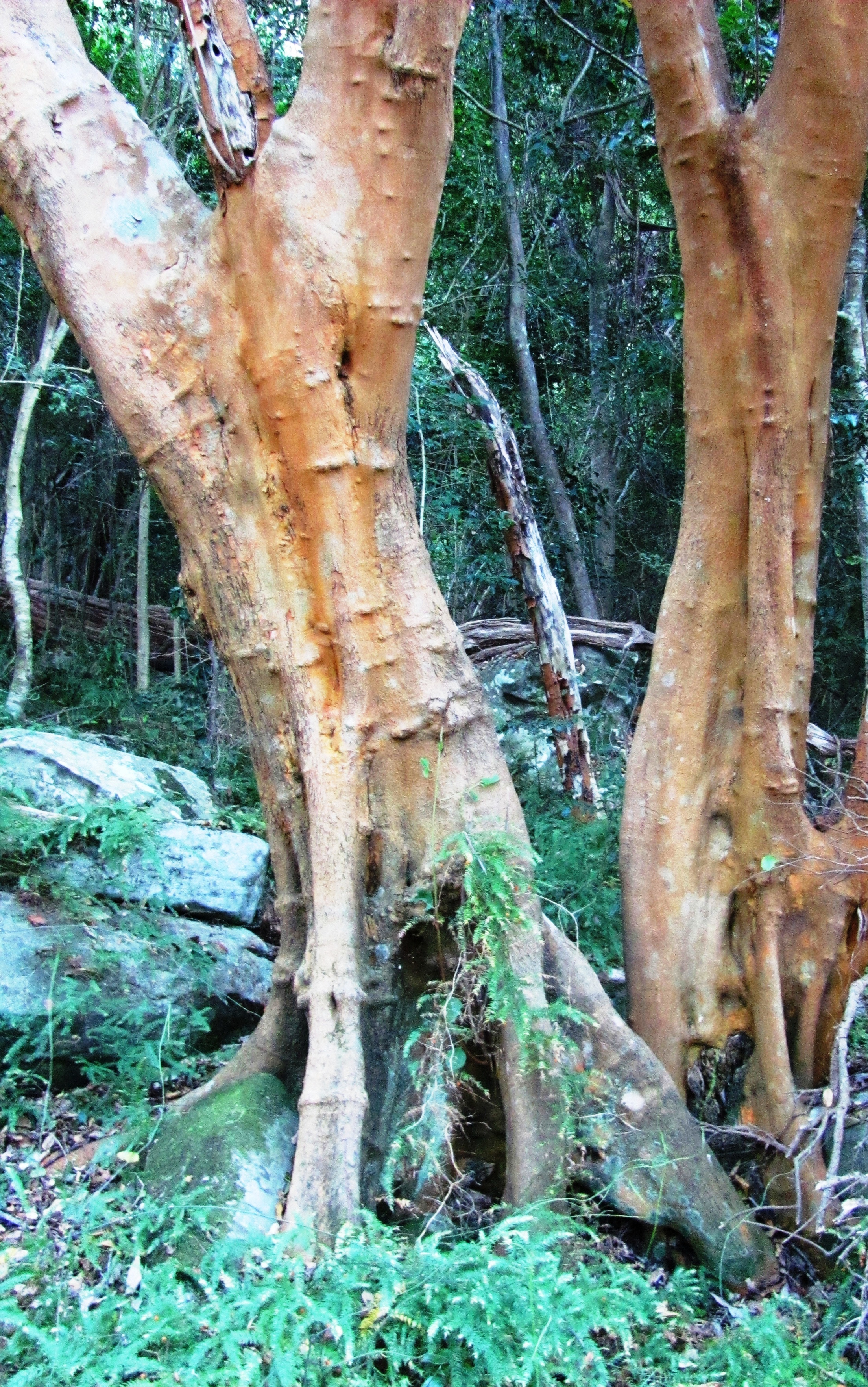